# Muscle inconstant
Un muscle inconstant, ou muscle accessoire, est un muscle squelettique n'étant pas présent chez tous les individus d'une même espèce.

## Chez l'humain
Chez l'humain, le système musculaire comporte 600 muscles squelettiques constants, présents chez l'ensemble de la population, ainsi que des muscles inconstants, également dits accessoires,.
La fréquence de leur présence dans la population est variable. Le muscle troisième fibulaire est présent chez 80 à 95% de la population,, ; le muscle long palmaire n'est absent que chez 25% des individus environ, le muscle petit psoas est absent chez environ 40% de la population,. Le muscle sternal, quant à lui, n'est présent que chez environ 8% de la population.
Parmi les muscles inconstants étudiés chez l'humain, on compte également le muscle pyramidal de l'abdomen, le muscle court extenseur de l'hallux, le muscle transverse superficiel du périnée, le premier muscle interosseux palmaire,, le muscle plantaire et le muscle ptérygoïdien propre (environ 13% des individus).